# Катонсвил (Мериленд)
Катонсвил (енгл. Catonsville) насељено је место без административног статуса у америчкој савезној држави Мериленд.

## Демографија
По попису из 2010. године број становника је 41.567, што је 1.747 (4,4%) становника више него 2000. године.
| Група             | 2000.          | 2010.          |
| Белци             | 32.309 (81,1%) | 30.514 (73,4%) |
| Афроамериканци    | 4.711 (11,8%)  | 6.043 (14,5%)  |
| Азијати           | 1.439 (3,6%)   | 2.613 (6,3%)   |
| Хиспаноамериканци | 743 (1,9%)     | 1.408 (3,4%)   |
| Укупно            | 39.820         | 41.567         |